# Camerino de alabastro

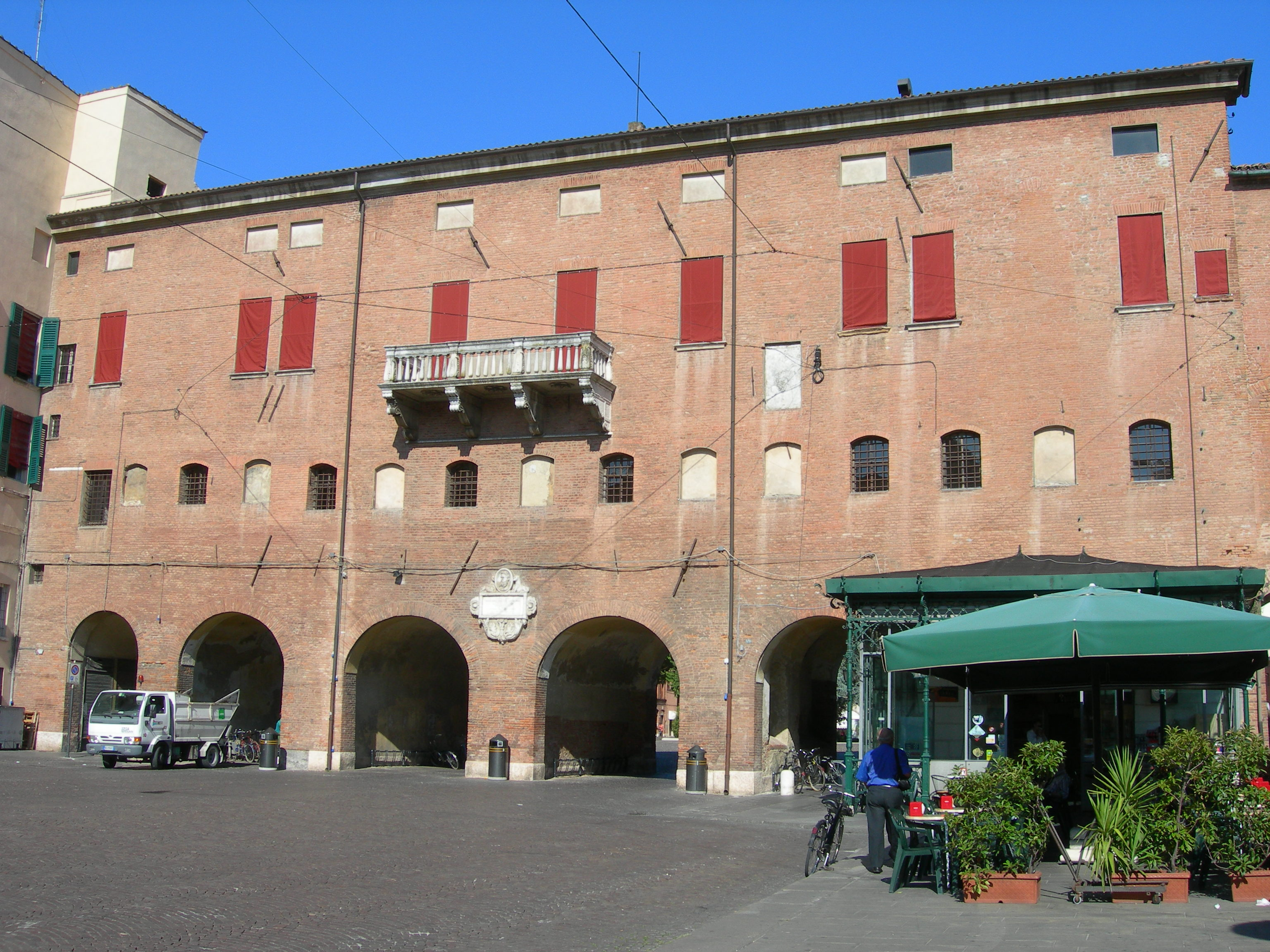
Via Coperta, Ferrara.

El  Camerino d’Alabastro era una habitación construida en la Via Coperta en Ferrara, al norte de Italia, que une el Castello Estense al Palacio Ducal. 
Destinada a contener obras de temática clásica, formó el studiolo de Alfonso I de Este, duque de Ferrara. En él se encontraban varias pinturas de Tiziano (La bacanal de los andrios, Ofrenda a Venus, Baco y Ariadna)Giovanni Bellini(El festín de los dioses) y Dosso Dossi (Triunfo de Baco en India y diez lienzos formando un friso, ahora dispersos en varios museos y colecciones).
El camerino fue desmontado y sus obras dispersadas en 1598, cuando la familia D'Este entregó el territorio de Ferrara al papado. Los Este iban a trasladar toda su colección a su nueva residencia en Módena, pero el cardenal Pietro Aldobrandini retuvo algunas de las pinturas más valiosas, como varias del Camerino.